# Grand Schtroumpf
 (septembre 2022).
Si vous disposez d'ouvrages ou d'articles de référence ou si vous connaissez des sites web de qualité traitant du thème abordé ici, merci de compléter l'article en donnant les références utiles à sa vérifiabilité et en les liant à la section « Notes et références ».

Représentation du Grand Schtroumpf sur un char de carnaval à Sergines en 2017.

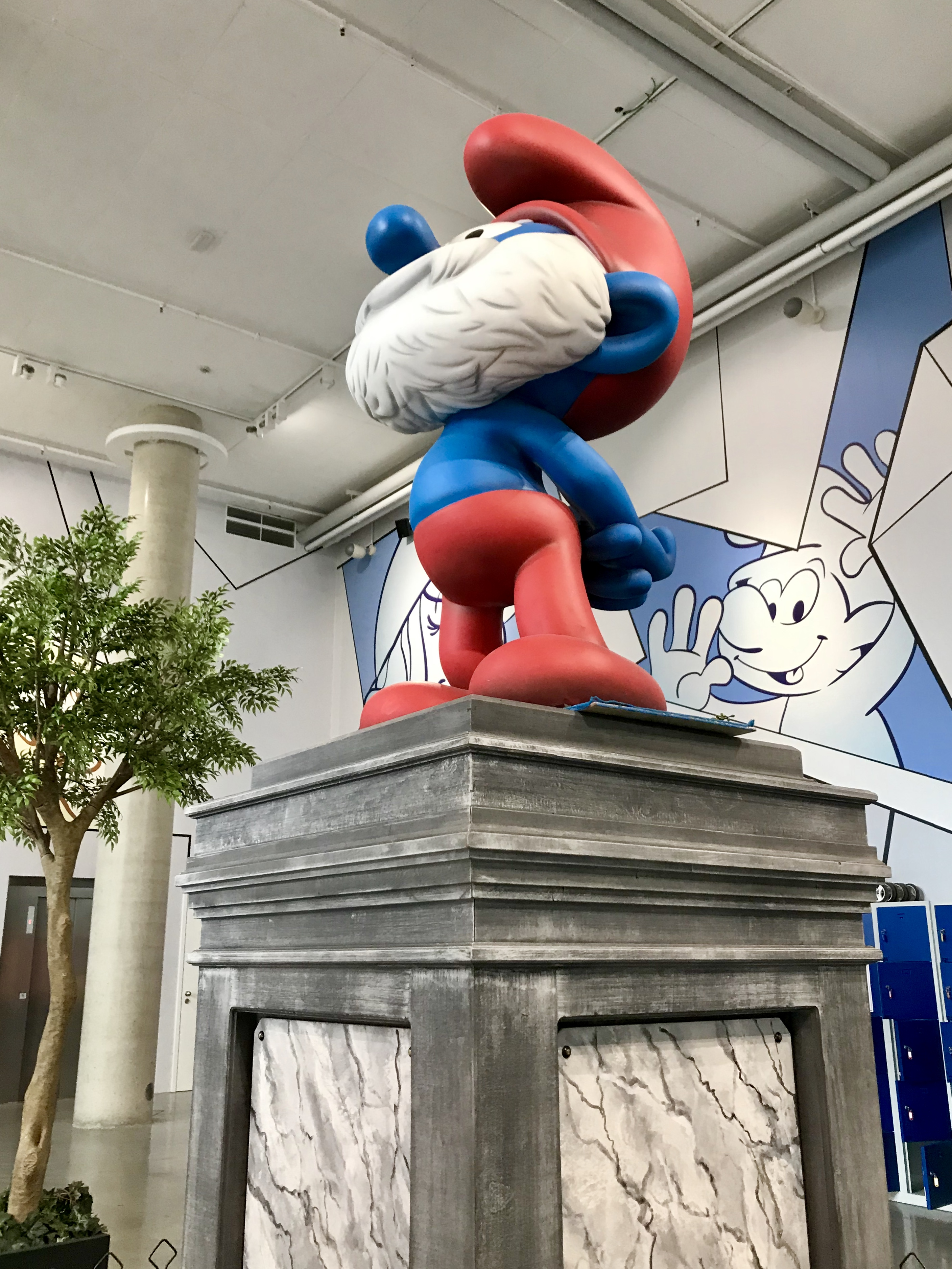
Une statue du Grand Schtroumpf à la Plopsa Station à Anvers.

Le Grand Schtroumpf est un personnage de fiction de la bande dessinée Les Schtroumpfs, créé par le dessinateur belge Peyo.
Doyen du village des Schtroumpfs, il se distingue par sa barbe blanche et la couleur rouge de ses vêtements. Il a 542 ans, alors que les autres Schtroumpfs ne sont âgés « que » d'une centaine d'années. Sa date d’anniversaire serait pendant le temps des chanterelles (selon La Flûte à six schtroumpfs).

## Personnalité
Véritable autorité morale, son statut de chef du village est incontesté parmi les Schtroumpfs. Il est aussi le garant de la stabilité du village, apportant régulièrement la résolution aux problèmes qui menacent les Schtroumpfs.
Dans les premières histoires, il parait légèrement autoritaire, mais son caractère s'adoucit au fil des albums. Il demeure toutefois susceptible lorsqu'il est fait allusion à son grand âge, et s'agace régulièrement des défauts de ses schtroumpfs. Figure paternelle, c'est souvent à lui que les Schtroumpfs demandent conseil ; il est toujours concerné par leur bien-être ou l'harmonie de leur communauté. Il est très altruiste et toujours prêt à aider autrui, qu'il soit Schtroumpf ou humain.
Cependant les schtroumpfs ne partagent pas sa sagesse et font des bêtises dès qu'il a le dos tourné. Ainsi, dans l'album Le Schtroumpfissime, lorsque le Grand Schtroumpf constate que ses « petits Schtroumpfs », comme il les appelle affectueusement, ont bouleversé la vie de la communauté en abandonnant leurs valeurs, il les réprimande vertement en leur reprochant de s'être comportés comme des humains.

## Pouvoirs et capacités
Le Grand Schtroumpf est alchimiste (comme le plus célèbre ennemi des Schtroumpfs, Gargamel) et pratique la magie. Pour cela il consulte souvent un grimoire auquel les autres Schtroumpfs n'ont pas accès. Lorsqu'il ne conseille pas les Schtroumpfs, il est habituellement dans son laboratoire à préparer toutes sortes de potions et sortilèges. Passionné par cette activité, il quitte le village pour se procurer des ingrédients (comme des grains d'hellébore, de la salsepareille, du soufre ou encore des champignons rares) ou pour se livrer à des recherches avec d'autres magiciens (en particulier Homnibus).
Il a également le rôle de médecin pour les Schtroumpfs (dans l'album Docteur Schtroumpf notamment) et de médiateur dans les conflits entre Schtroumpfs (les Schtroumpfs de l'ordre).
Il est le seul Schtroumpf capable de communiquer facilement avec les humains, car il parle aussi leur langue. Il a quelques amis humains qui sont en majorité mages et alchimistes : Homnibus est l'un d'entre eux.
Enfin malgré son âge, il demeure très énergique et montre régulièrement de grandes qualités sportives.

## Apparitions
Il apparaît en même temps que les autres Schtroumpfs dans l'album  La Flûte à six schtroumpfs de Johan et Pirlouit. Il est le seul schtroumpf présent dans tous les albums.
Sa présence est capitale dans de nombreuses histoires, puisqu'il apporte souvent la résolution aux menaces qui frappent le village. Lorsque la discorde s'installe entre les Schtroumpfs (souvent en son absence), sa réapparition dans le village a le pouvoir de résoudre immédiatement les conflits (voir par exemple Le Schtroumpfissime).

## Interprétation
Pour la version française de la série animée de 1981, le Grand Schtroumpf est interprété par Gérard Hernandez. Ce dernier endossera le rôle plus de 20 ans après l'arrêt de la série à l'occasion de la sortie des films de 2011 et de 2013, en 2017 dans le film Les Schtroumpfs et le Village perdu et dans Les Schtroumpfs, le film (2025). Pour la série animée diffusée en 2021, le Grand Schtroumpf est interprété par Jean-Loup Horwitz.

## Nom dans d'autres langues
- Allemand : Papa Schlumpf
- Anglais : Papa Smurf
- Arabe : بابا سنفور (Baba Sanfour)
- Espagnol : Papá Pitufo
- Grec : Μπαμπαστρούμφ
- Italien : Grande Puffo
- Kabyle : Vava Ferfouche
- Néerlandais : Grote Smurf
- Portugais (Brésil) : Papai Smurf
- Tchèque : Taťka Šmoula
- Russe : Папа Смурф
- Turc : Şirin Baba